# Cuộc bao vây Mafeking
Cuộc bao vây Mafeking là hành động lừng danh nhất của Anh Quốc trong Đệ nhị Chiến tranh Boer. Nó xảy ra tại thị trấn Mafeking (bây giờ là Mafikeng) tại Nam Phi trong thời gian là 217 ngày, từ tháng 10 năm 1899 đến tháng 5 năm 1900, và đưa Robert Baden-Powell, người tiến tới thành lập phong trào Hướng đạo, trở thành một anh hùng quốc gia. Sự phá vỡ Cuộc bao vây Mafeking là một chiến thắng định đoạt cho Anh Quốc và là một chiến bại tiêu hao cho Quân Boer.

## Mở đầu
Ngay sau khi bùng nổ Đệ nhị Chiến tranh Boer năm 1899, Garnet Wolseley, Tổng Tư lệnh Quân đội Anh, người đã thất bại trong việc thuyết phục chính phủ Anh gởi quân đến vùng, thay vì vậy đã gởi Đại tá Robert Baden-Powell cùng một nhóm sĩ quan đến Thuộc địa Mũi (Cape Colony) để chiêu mộ hai trung đoàn kị binh từ Rhodesia (bây giờ là Zimbabwe). Mục tiêu là chống lại một cuộc xâm lược đang có thể xảy ra của Quân Boer đến Thuộc địa Natal (hiện tại là Tỉnh KwaZulu-Natal), dụ quân Boer ra khỏi các vùng duyên hải để có chỗ tiện lợi cho cuộc đổ bộ quân Anh và qua sự hiện diện rõ ràng của quân Anh sẽ làm nhụt chí người dân bản xứ không dám liên kết với quân Boer.
Cũng như chính phủ Anh Quốc, các chính trị gia địa phương sợ rằng hoạt động quân sự gia tăng có thể khiêu khích một cuộc tấn công của quân Boer, vì vậy Baden-Powell phải tự tìm cách tích trữ quân trang quân dụng, tổ chức chuyên chở và chiêu mộ quân đội một cách bí mật. Với quân lực được huấn luyện sơ sài và nhận thức rằng quân số vượt trội rất lớn của quân Boer, các chiến thuật đặc công và sự thất bại trong Cuộc đột kích Jameson trước đây, Baden-Powell quyết định rằng cách tốt nhất để cầm chân quân Boer sẽ là qua phòng thủ hơn là tấn công. Cuối cùng ông chọn thị trấn Mafeking vì vị trí của nó - vừa gần biên giới và vừa trên đường xe lửa giữa Bulawayo và Kimberley, Nam Phi - và vì nó là một trung tâm hành chính địa phương mà ông cũng dễ tìm dự trữ thực phẩm tốt.

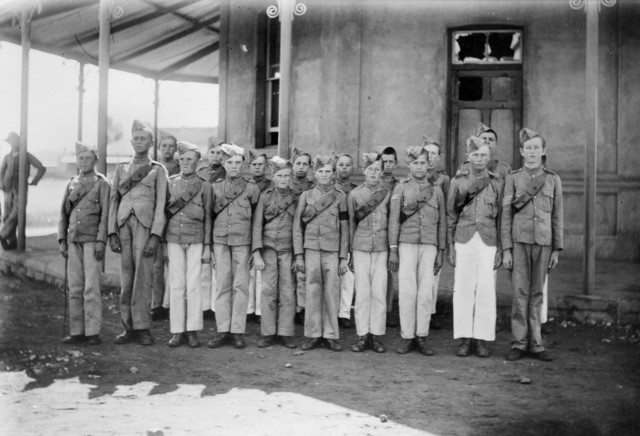
Đội Thiếu sinh quân Mafeking trong cuộc bao vây

Lực lượng Mafeking gồm có một trung đoàn Bảo hộ khoảng 500 người, khoảng 300 từ Đội vũ trang súng trường Bechuanaland và Cảnh sát Cape, và thêm 300 người của thị trấn. Một đội thiếu sinh quân gồm nam từ 12 đến 15 tuổi, sau này là một trong những nguồn cảm hứng cho phong trào Hướng đạo, cũng được thành lập và hoạt động như những người đưa tin tức và giao liên. Việc tuyển mộ các lính trẻ em này đã giúp người lớn rảnh tay để chiến đấu, đưa tổng số tham dự vào nỗ lực quân sự lên khoảng 2000 người.

## Cuộc bao vây
Công việc xây dựng phòng thủ trên chu vi 6 dặm quanh Mafeking bắt đầu vào ngày 19 tháng 9 năm 1899, và thị trấn dần dần được trang bị với một hệ thống các giao thông hào rộng và các bệ súng. Tổng thống Paul Kruger của Cộng hòa Transvaal Boer tuyên bố chiến tranh vào ngày 12 tháng 10 năm 1899. Theo mệnh lệnh của Tướng Piet Cronje, các tuyến đường xe lửa Mafeking và điện báo bị cắt và thị trấn bắt đầu bị vây hãm từ ngày 13 tháng 10. Mafeking trước tiên bị pháo kích vào ngày 16 tháng 10 sau khi Baden-Powell làm ngơ thời hạn đầu hàng lúc 9 giờ của Cronje.
Mặc dù hoàn toàn bị thua sút về quân số bởi đạo quân trên 8.000 người của quân Boer, quân trú phòng chịu đựng cuộc bao vây trong 217 ngày, bất chấp những tiên đoán của các chính trị gia của cả hai phía. Phần nhiều nhờ vào một vài mưu lược quân sự tài tình mà Baden-Powell lập nên. Mìn giả được gài quanh thị trấn cho quân Boer và gián điệp của họ trong thị trấn thấy, và các quân nhân của ông được lệnh giả vờ tránh dây kẽm gai (thật sự thì không có) khi di chuyển giữa các giao thông hào; súng và đèn pha (cải tiến từ đèn đốt bằng acetylene và hộp bánh bằng thiết) được di chuyển quanh thị trấn để tạo cảnh tượng như có rất nhiều trong số lượng. Một khẩu pháo được đúc tại nhà xưởng xe lửa Mafeking, và thậm chí một khẩu pháo cũ cũng được tận dụng. Tinh thần của phía dân sự cũng đáng chú ý, và có những lần ngừng bắn vào chủ nhật được thương lượng cho các môn thể thao, tranh tài và những buổi diễn kịch được tổ chức.
Vào ngày 19 tháng 11 khi nhận thấy rằng thị trấn được phòng thủ chặt chẽ và không thể nào giành được, 4.000 quân Boer được khai triển đến nơi khác mặc dù cuộc bao vây và pháo kích vào Mafeking vẫn tiếp diễn. Biết rằng quân tăng viện của Anh Quốc trên đường đến, quân Boer mở một đợt tấn công lớn cuối cùng vào chiều ngày 11 tháng 5. Họ thành công phá vỡ vòng đai phòng thủ nhưng cuối cùng bị đánh bật ra.

## Giải vây Mafeking
Cuộc bao vây cuối cùng được giải tỏa vào ngày 17 tháng 5 năm 1900 khi lực lượng Anh dưới quyền chỉ huy của Đại tá B T Mahon thuộc quân đoàn của Frederick Roberts đến giải vây thị trấn sau khi đánh mở đường vào. Trong lực lượng giải vây có một người em của Baden-Powell là Thiếu tá Baden Fletcher Smyth Baden-Powell.

## Ảnh hưởng và hậu quả
Đến khi quân tiếp viện đổ bộ vào tháng 2 năm 1900, cuộc chiến tiếp diễn rất tồi tệ đối với người Anh. Cuộc kháng cự chống bao vây là một trong những điểm nổi bật tích cực, và nó cũng như việc giải vây thị trấn sau đó đã làm nức lòng sự đồng cảm sống động nhất tại Anh Quốc. Có nhiều cuộc chào mừng lớn ở Anh khi có tin tức về cuộc giải vây. Baden-Powell được thăng trung tướng trẻ tuổi nhất trong quân đội cùng Huân chương the Bath và được đối đãi như một vị anh hùng khi ông trở về Anh năm 1903.
Ba Huân chương Thánh giá Victoria được trao tặng cho Trung Sĩ Horace Martineau vì những hành động anh hùng trong cuộc bao vây, Chiến sĩ Kị binh Horace Ramsden vì hành động trong một cuộc tấn công vào quân Boer, và Đại úy Charles FitzClarence.
Vào tháng 9 năm 1904 Ngài Roberts khai mạc một tượng đài tại Mafeking có ghi tên những người ngã xuống vì bảo vệ thị trấn. Tất cả có 212 người chết trong cuộc bao vây và trên 600 người bị thương. Thiệt hại của quân Boer thì cao hơn nhiều.
Ảnh hưởng của cuộc bao vây được biết đến nhiều nhất là nhóm thiếu niên phi quân sự. Vì Baden-Powell được đưa lên như một người nổi tiếng tại Anh, điều đó đã giúp ông khởi sự phong trào Hướng đạo vài năm sau đó. Sự nổi tiếng của ông đã giúp Hướng đạo phát triển mạnh vào lúc ban đầu.